# Spirit 101
La Spirit 101 è una monoposto di Formula 1, costruita dalla scuderia inglese Spirit Racing per partecipare al Campionato mondiale di Formula Uno del 1984 e 1985.
Il telaio era stato progettato da Gordon Coppuck e Tim Wright.